# 早田功駿
早田 功駿（はやた こうしゅん、1990年1月9日 -）は、地方競馬の大井競馬場に所属していた元騎手である。地方競馬教養センター騎手課程第85期生。

## 来歴
2007年3月31日付けで地方競馬騎手免許を取得し、阪本一栄厩舎からデビュー。2007年4月16日大井競馬第2競走C3十組十一組条件戦6番人気コアレスギャルで初騎乗（14頭立て13着）。同年5月23日大井競馬第2競走3歳条件戦を3番人気ネンガンで優勝し、初勝利。
2009年1月12日第23回全日本新人王争覇戦出場（12頭立て4着）。
2010年11月1日付で阪本一栄厩舎から栗田知治厩舎へ所属が変更された。
2013年1月1日付で中村護厩舎へ所属が変更となった。
2015年6月23日、第5回大井競馬2日目第11競走（第5回優駿スプリント）をルックスザットキルで優勝し、重賞初制覇。同年6月25日には第5回大井競馬4日目第6競走（C2十組十一組条件戦）をナンセイキセキで優勝（13頭立て1番人気）し、地方競馬通算100勝を達成。
2016年4月1日付で東京都騎手会所属となる。
2022年5月31日付けで騎手を引退した。

## 主な騎乗馬
- ルックスザットキル（2015年優駿スプリント、習志野きらっとスプリント、2016年アフター5スター賞）